# Bambaiya hindi
Bambaiya hindi är det blandspråk (dialekt av hindi) som talas i den indiska storstaden Bombay, och som är en blandning av hindi, urdu, marathi och engelska med tillsats av lokala ord och idiomatiska uttryck.